# Saissetia orbiculata
Saissetia orbiculata är en insektsart som beskrevs av De Lotto 1963. Saissetia orbiculata ingår i släktet Saissetia och familjen skålsköldlöss. Inga underarter finns listade i Catalogue of Life.